# Український географічний журнал
«Український географічний журнал» — науково-теоретичне видання, що висвітлює фундаментальні та прикладні здобутки з географії та картографії, публікує оригінальні наукові статті з методології географічних досліджень, історії науки, вміщує також публікації про відомих учених, педагогів; рецензії, хроніку географічних подій та інформацію про здобутки особистостей.
Метою діяльності журналу є поширення сучасних географічних знань про природні умови і ресурси; проблеми природокористування та збереження довкілля в Україні; географічні аспекти територіальної організації розселення населення та господарства країни; географічну освіту; картографію та геоінформаційні технології; географію зарубіжних країн; теорію науки. Журнал орієнтований на широку міжнародну авдиторію дослідників, викладачів, студентів, а також управлінські структури.

## Засновники
- Національна академія наук України
- Інститут географії НАН України

## Основні теми
- Земний простір: географічні  об'єкти та процеси
- Методологія географічних і картографічних досліджень
- Збалансований просторовий розвиток регіонів і просторове планування
- Компоненти природи й основні тенденції їх розвитку
- Основні тенденції суспільного розвитку України та інших держав світу
- Проблеми збереження ландшафтного, зокрема біотичного різноманіття
- Природа, суспільство і їхня взаємодія
- Картографічні дослідження; геоінформаційні системи (ГІС)
- Географічні аспекти забезпечення екологічної безпеки і регіональної  політики
- Географічна освіта та країнознавство

## Редакційна колегія
- Руденко Л. Г. — головний редактор; д.геогр.н., професор, академік Національної академії наук України; Інститут географії НАН України
- Лісовський С. А. — заступник головного редактора; д.геогр.н.; Інститут географії НАН України
- Стеценко Є. І. — заступник головного редактора, науковий редактор; Інститут географії НАН України
- Гродзинський М. Д. — д.геогр.н., професор; Київський національний університет імені Тараса Шевченка
- Гукалова І. В. — д.геогр.н.; Інститут географії НАН України
- Дегорські Марек — доктор, професор; Інститут географії та просторової організації Польської академії наук
- Денисик Г. І. — д.геогр.н., професор; Вінницький державний педагогічний університет імені Михайла Коцюбинського
- Іра Володимир — доктор, професор; Інститут географії Словацької академії наук
- Йордан Петер — професор; Дослідницький центр соціальних наук Інституту міських та регіональних досліджень (Австрія)
- Котляков В. М. — д.геогр.н., професор, академік Російської академії наук; Інститут географії Російської академії наук
- Ленц Себастьян — доктор, професор; Інститут регіональної географії ім. Лейбніца (Німеччина)
- Логінов В. Ф. — д.геогр.н., академік Національної академії наук Білорусі; Інститут природокористування НАН Білорусі
- Маруняк Є. О. — д.геогр.н.; Інститут географії НАН України
- Матвіїшина Ж. М. — д.геогр.н., професор; Інститут географії НАН України
- Нагірна В. П. — д.геогр.н., професор; Інститут географії НАН України
- Осадчий В. І. — д.геогр.н., член-кореспондент НАН України; Український гідрометеорологічний інститут
- Палієнко В. П. — д.геогр.н., професор; Інститут географії НАН України
- Петлін В. М. — д.геогр.н., професор; Львівський національний університет імені Івана Франка
- Пирожков С. І. — академік НАН України, віце-президент НАН України
- Підгрушний Г. П. — д.геогр.н.; Інститут географії НАН України
- Руденко В. П. — д.геогр.н., професор; Чернівецький національний університет імені Юрія Федьковича
- Топчієв О. Г. — д.геогр.н., професор; Одеський національний університет імені І. І. Мечникова
- Фащевський М. І. — д.геогр г.н., професор; Інституту географії НАН України
- Черваньов І. Г. — д.геогр.н., професор; Харківський національний університет імені В. Н. Каразіна
- Шищенко П. Г. — д.геогр.н., професор; член-кореспондент Національної академії педагогічних наук України; Київський національний університет імені Тараса Шевченка

## Вихідні дані
Свідоцтво Міністерства юстиції України про державну реєстрацію друкованого засобу масової інформації КВ № 23910-13750 ПР від 11.05.2019
Заснований у 1992 році. Видається з 1993 року. Формат: 60х84/8. Обсяг: 72 сторінки.

## Публікаційна етика
Етика «Українського географічного журналу», як система моральних норм і підходів до регулювання відносин між авторами, редколегією та редакторами, заснована на принципах спільної відповідальності за науковий рівень, завершеність і якість публікацій, які відображають сучасний стан географії. Це забезпечується чітко визначеними рекомендаціями для авторів, а також комплексним підходом редакційної колегії до оцінки робіт, незалежного і професійного розгляду пропозицій і статей. Редакція журналу заохочує також пряме спілкування з авторами, зокрема з тими, які лише починають свою наукову діяльність.

## Рецензування та наукометричні бази даних
Статті, що надходять до редакції «Українського географічного журналу», рецензуються. Прийняті до друку статті проходять наукове та літературне редагування. Стосунки авторів з редакцією врегульовуються Ліцензійним договором про передачу авторських прав.
«Український географічний журнал» включено до Переліку фахових видань України за спеціальностями 103, 106. Категорія А (наказ Міністерства освіти і науки України 28.12.2019 р. № 1643).
Зареєстрований та індексується:
- Index Copernicus[3]
- Google Scholar
- CrossRef
- Ulrich's Periodicals Directory
- Scopus (з 2018 р.)[4]

Науковим публікаціям з 2013 року присвоюється індекс DOI (Цифровий ідентифікатор об'єкта).